# Napoca Universitară (revistă)
Napoca Universitară a fost o revistă apărută în anul 1974 la Cluj-Napoca, ca organ al Consiliului Asociațiilor Studenților Comuniști din centrul Universitar Cluj-Napoca. 

## Începutul
Revista Napoca Universitară a fost înființată de Andrei Marga, ca replică la revista Echinox.
Din redacție făceau parte Tudor Cătineanu (redactor șef), Dan Baciu și Șoo Iștvan (redactori șefi adjuncți), Augustin Cupșa și Eugen Georgescu (secretari de redacție), Mircea Pele, Crstina Bohaciu, Ioan Gavra, Adriana Iuhaș, Iustin Lupu, Antoniu Malczanek, Adrian Moroianu, Dan Ioan Muntiu, Vasile Păcuraru, Monica Ropan, Wilhem Schmits, Dan Ioan Vâcla, Mihai Zaharia (reporteri), Ioan Cuciurcă (prezentare grafică), Alexandru Țintișan (tehnoredactor) și Varga Attil (fotoreporter).
Din 1979 până în 1984, François Bréda a fost redactor responsabil al paginilor în limba maghiară.
Revista publică articole informative pentru studenți, poezii, interviuri, articole culturale și sportive, numeroase fotografii și caricaturi, precum și decrete prezidentiale.
Din articolul editorial al primului număr reiese că redacția își propune, printre altele: „ca Napoca Universitară să devină un punct de divergență al energiilor, un for de dezbatere și atitudine, un cadru de manifestare a libertății și responsabilității studenților noștri, un amfitreatru pentru clocviul generațiilor”.

## Sfârșitul
În 1990 revista "Napoca universitară" și-a schimbat denumirea în "NU" (de la "Napoca Universitară" și de la NU-ul lui Eugen Ionesco, ca inițiativă privată), devenind o revistă săptămânală de atitudine și cultură pentru tineret. Și-a încetat apariția în decembrie 1993, când a dat faliment.
În octombrie 2000, SC Publiferom srl din București a înregistrat marca Napoca Universitară.